# Ливонијско братство мача
Ливонијско братство мача (лат. Fratres militiæ Christi Livoniae) било је верско-витешки ред којег је 1202. године основао бискуп од Риге, Алберт. После пораза од балтичких племена у бици код Сауле 1236. године, преживели чланови реда ушли су у Тевтонски ред као аутономни део и постали су познати као Ливонијски ред.